# Karang (vulkaan)
Karang (Indonesisch: Gunung Karang) is een  stratovulkaan op het Indonesische eiland Java in de provincie West-Java.